# Pakomárec skotský
Pakomárec skotský (Culicoides impunctatus, anglicky highland midge) je druh malého krevsajícího létajícího hmyzu z čeledi pakomárcovití (Ceratopogonidae).
Pakomárec žije převážně v močálech a mokřinách severozápadního Skotska. Nejčastěji se s ním lze setkat od pozdního jara do pozdního léta, kromě Skotska žije též na vhodných lokalitách i v jiných částech Británie, ale například i ve Skandinávii nebo v Rusku. Nejedná se o bodavý, ale o žravý hmyz. Samičky jsou známé tím, že se pohybují v mračnech a napadají lidské hostitele, i když častějším zdrojem krve bývá spíše dobytek, ovce a divoká zvěř. Možnost jejich včasné identifikace je snížena díky jejich velikosti (do 2 mm) a také díky skutečnosti, že v letu nevydávají žádný lidskému uchu slyšitelný zvuk. Jsou žravé a výsledek je bolestivý.
Pohybují se v blízkosti míst, kde se rozmnožují, ale jejich akční radius může být v okruhu do jednoho kilometru. Nejaktivnější jsou kolem západu slunce, po západu slunce jejich činnost polevuje. Pohybují se převážně při zemi. Jejich aktivita se též snižuje ve větru při rychlostech nad tři metry za sekundu a při vlhkosti vzduchu pod 60–75 %.
Panuje přesvědčení, že mrazivé zimy stavy pakomárců redukují. Ale po nebývale studené zimě roku 2010 bylo zjištěno, že mráz ve Skotsku snížil počty predátorů jako jsou ptáci a netopýři, takže výskyt pakomárců se během následujícího léta naopak zvýšil.